# Jan Evert Veer
Jan Evert Veer (Den Haag, 1 november 1950) is een voormalig Nederlandse waterpolospeler.
Veer nam driemaal deel aan de Olympische Spelen: 1972, 1976, en 1980. Hij eindigde met het Nederlands team op zevende (1972), derde (1976) en zesde (1980) plaats.
Na zijn actieve waterpolo carrière werd Veer onder andere trainer/coach bij TW Zaanstreek.
Mart Bras · 
Ton Buunk · 
Wim Hermsen · 
Hans Hoogveld · 
Evert Kroon · 
Hans Parrel · 
Wim van de Schilde · 
Ton Schmidt · 
Gijze Stroboer · 
Jan Evert Veer · 
Hans Wouda
Alex Boegschoten · 
Ton Buunk · 
Andy Hoepelman · 
Evert Kroon · 
Nico Landeweerd · 
Hans Smits · 
Gijze Stroboer · 
Rik Toonen · 
Jan Evert Veer · 
Hans van Zeeland · 
Piet de Zwarte · 
Ivo Trumbić (Bondscoach)
Stan van Belkum · 
Wouly de Bie · 
Ton Buunk · 
Jan Jaap Korevaar · 
Nico Landeweerd · 
Aad van Mil · 
Ruud Misdorp · 
Dick Nieuwenhuizen · 
Eric Noordegraaf · 
Jan Evert Veer · 
Hans van Zeeland · 
 Ivo Trumbić (Bondscoach)